# Voogdij Hohensax
De Voogdij Hohensax ook wel Voogdij Gams genaamd, was een condominium van de kantons Glarus en Schwyz in Zwitserland dat in 1615 ontstond uit de Heerlijkheid Sax-Forstegg. De voogdij had van de stad Zürich een vorm van autonomie gekregen, maar het gebied kwam onder de omliggende kantons terecht. In 1625 werd het slot Forseqq verbouwd tot voogdijslot met rechtbank. In 1798 werd het gebied onderdeel van het nieuwe kanton Linth binnen de Helvetische Republiek. Tegenwoordig  maakt het gebied deel uit van de gemeente Sennwald en het dorp Lienz dat bij de gemeente Altstatten in het kanton Sankt Gallen die na de Mediationsakte van 1803 ontstonden.